# Lewiston (Utah)
Pour les articles homonymes, voir Lewiston.
Lewiston est une municipalité américaine située dans le comté de Cache en Utah. Lors du recensement de 2010, sa population est de 1 766 habitants.

## Géographie

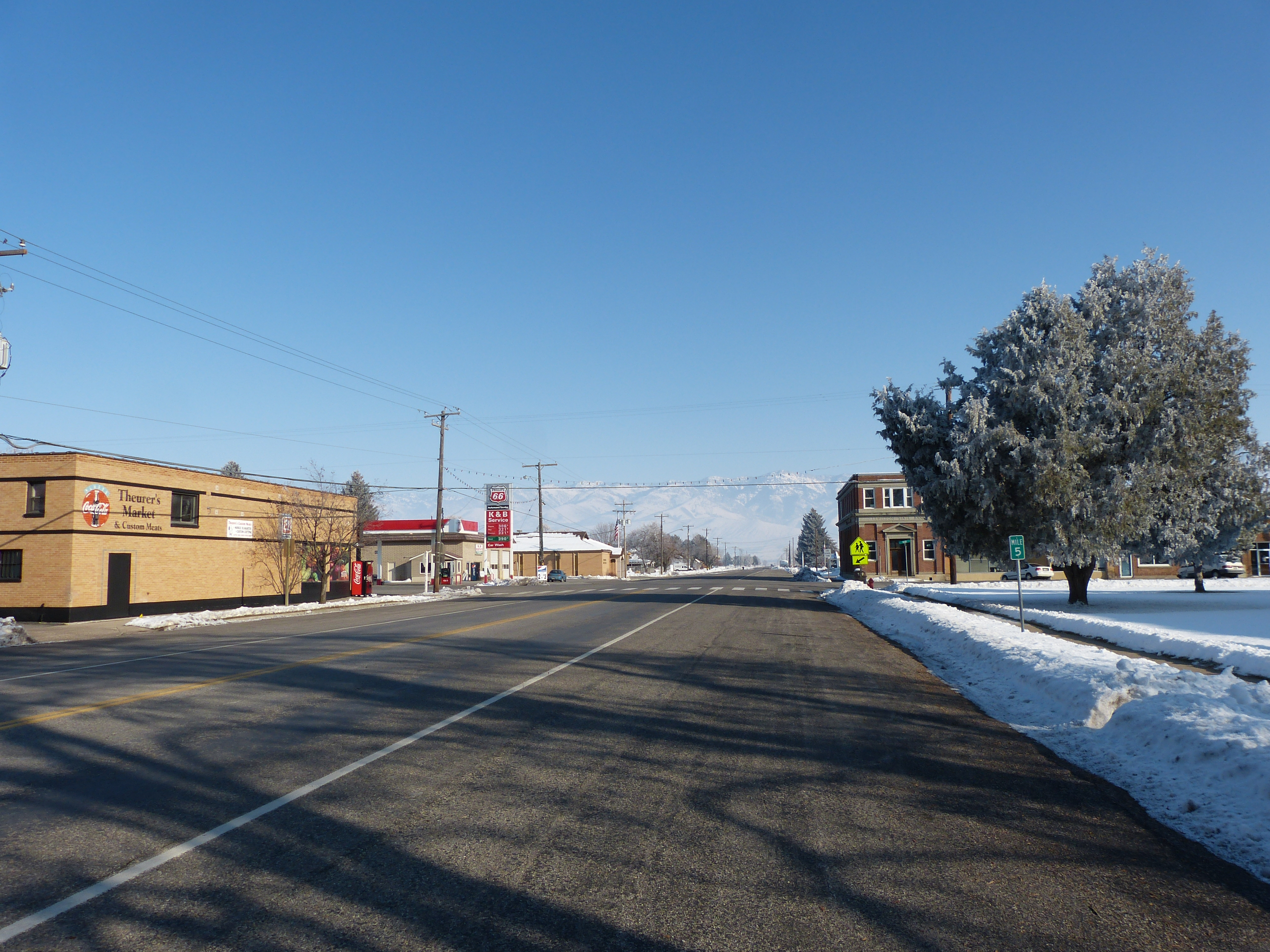
Le centre de Lewiston.

Lewiston est située entre Logan et Preston, à la frontière entre l'Utah et l'Idaho.
D'après le Bureau du recensement des États-Unis, la municipalité s'étend en 2010 sur une superficie de 25,65 milles carrés (66,43 km2).

## Histoire
Lewinston est fondée dans les années 1870 sur les terres agricoles de villes voisines. Elle est nommée en l'honneur de William H. Lewis, premier évêque mormon de la communauté à partir de 1873. Lewinston devient une municipalité en 1904.